# گرسه
گرسه (به آلمانی: Gresse) یک شهر  در آلمان است که در لودویگسلوست-پارشیم واقع شده‌است. گرسه ۶۵۳ نفر جمعیت دارد.